# Rakousko-turecká válka (1787–1791)
Osmá rakousko-turecká válka se odehrávala v letech 1787 až 1791 v souvislosti s šestou rusko-tureckou válkou. K rozhodnutí bojovat s Osmanskou říší došel císař Josef II., arcivévoda rakouský, který byl v alianci s Ruským carstvím pod Kateřinou Velikou.
Obranná strategie, použitá ve válce o dědictví bavorské, se neosvědčila a rakouská armáda utrpěla těžké ztráty, což způsobilo prudký pokles popularity Josefa II. Jediným významným úspěchem se stalo dobytí Bělehradu roku 1789 pod vedením maršála Laudona, pro nějž to byla poslední válka, které se zúčastnil. Osmanská říše však vytvořila koalici se Švédskem a Pruskem, což přimělo Rakousko k uzavření separátního míru, který vracel hranice do předválečného stavu, uzavřeného roku 1791 ve Svištově.
Na rakouské straně bojovaly dobrovolnické oddíly srbských emigrantů, tzv. frajkory.